# Strada provinciale 19 Monfalcone-Grado
La strada provinciale 19 Monfalcone-Grado  (classificata SP 19 o SR GO 19) è una strada provinciale appartenente all'ex provincia di Gorizia.

## Percorso
Inizia sul percorso appartenente alla strada statale 14 della Venezia Giulia, a Monfalcone, nell'incrocio tra via Boito, viale Verdi e viale San Marco. Passa davanti all'ex cimitero ed alla zona industriale, per poi uscire dal comune di Monfalcone per entrare in quello di Staranzano, più precisamente in località Bistrigna. Esce dall'abitato e passa al di sopra della ferrovia Ronchi dei Legionari Sud - Staranzano, ora abbandonata.
La strada da questo punto diventa monotona passando le località Rondon e Terranova, con le rispettive rotatorie con le strade provinciali 20 e 26. Dopo il passaggio sul fiume Isonzo la strada percorre un centinaio di metri nel comune di Fiumicello-Villa Vicentina.
Continua costeggiando i numerosi canali della laguna gradese orientale per poi entrare sull'isola di Grado, lasciandosi sulla destra un campo da golf e sulla sinistra dei campeggi. Entra a Grado Pineta come strada esterna, terminando sulla rotonda di via Saba.
Il percorso terminava originariamente sulla rotatoria di piazza Vittore Carpaccio, continuando come strada regionale 352 di Grado. Il percorso è stato accorciato con il passaggio della gestione della strada dalla provincia di Gorizia a Friuli Venezia Giulia Strade e la consegna del tratto declassificato al comune di Grado.

## Lavori
Da anni si parla della realizzazione della seconda corsia per senso di marcia, ricreando una strada simile alla strada regionale 354 di Lignano.